# براد هافنز
براد هافنز (بالإنجليزية: Brad Havens)‏ هو لاعب كرة قاعدة أمريكي، ولد في 17 نوفمبر 1959 في هايلاند بارك في الولايات المتحدة.

## وصلات خارجية
- براد هافنز على موقعبيزبول رفرنس.كوم (الدوري الرئيسي) (الإنجليزية)
- براد هافنز على موقعبيزبول رفرنس.كوم (الدوري الثانوي) (الإنجليزية)
- براد هافنز على موقع مشجعي الرسوم البيانية (الإنجليزية)